# Swiss Army Man
Pour plus de détails, voir Fiche technique et Distribution.
Swiss Army Man est un film dramatique américain écrit et réalisé par Dan Kwan et Daniel Scheinert et sorti en 2016.

## Synopsis
Hank, un naufragé sur une île déserte s'apprêtant à se pendre, découvre un mystérieux cadavre apporté par les flots. Ils vont tous les deux embarquer dans un voyage épique afin de retrouver leur foyer. Lorsque Hank réalise que ce corps abandonné est la clé de sa survie, le suicidaire d'autrefois est forcé de convaincre un cadavre que la vie vaut la peine d'être vécue.

## Fiche technique
- Titre : Swiss Army Man
- Réalisateur : Dan Kwan et Daniel Scheinert
- Scénario : Dan Kwan et Daniel Scheinert
- Direction artistique : David Duarte
- Musique originale : Andy Hull, Robert McDowell
- Chef décorateur : Kelsi Ephraim
- Photographie : Larkin Seiple
- Producteurs : Eval Rimmon, Lauren Mann, Lawrence Inglee, Jonathan Wang, Miranda Bailey, Amanda Marshall
- Sociétés de production : Tadmor, Astrakan Films AB, Cold Iron Pictures, Blackbird Films, Prettybird
- Sociétés de distribution : A24 Films, Condor Entertainment (France)
- Pays d'origine :  États-Unis
- Langue originale : anglais
- Durée : 95 minutes
- Budget : 3 millions de USD
- Genre : comédie dramatique
- Dates de sortie :
  -  États-Unis,  Canada :
    - 22 janvier 2016 (Festival du film de Sundance)
    - 1er juillet 2016

  -  Suisse : 2 juillet 2016 (Festival international du film fantastique de Neuchâtel 2016)
  -  France : 1er mars 2017

## Distribution
- Paul Dano (VF : David Smadja) : Hank
- Daniel Radcliffe (VF : Daniel Lundh) : Manny
- Mary Elizabeth Winstead (VF : Ornella Bes Sebbane) : Sarah
- Timothy Eulich (VF : Mike Yakov Brook) : Preston
- Richard Gross (VF : Gilles Attlan) : le papa de Hank
- Marika Casteel (VF : Florence Bloch) : journaliste
- Antonia Ribero (VF : Karine Hyman) : Chrissy
- Aaron Marshall (VF : Stéphane Belaisch) : l'officier de police

Version française
- Société de doublage : Ullman Media VSI Ltd
- Direction artistique : Elisabeth Kedem
- Adaptation des dialogues : Jeremie Elfassy

## Récompenses
- Festival international du film de Catalogne 2016 : 
  - Meilleur film
  - Meilleur acteur pour Daniel Radcliffe
- Festival du film de Sundance 2016 :
  - Prix de la mise en scène
- Festival international du film fantastique de Bruxelles 2017 :
  - Prix du 7e parallèle